# 骨灰瓮文化

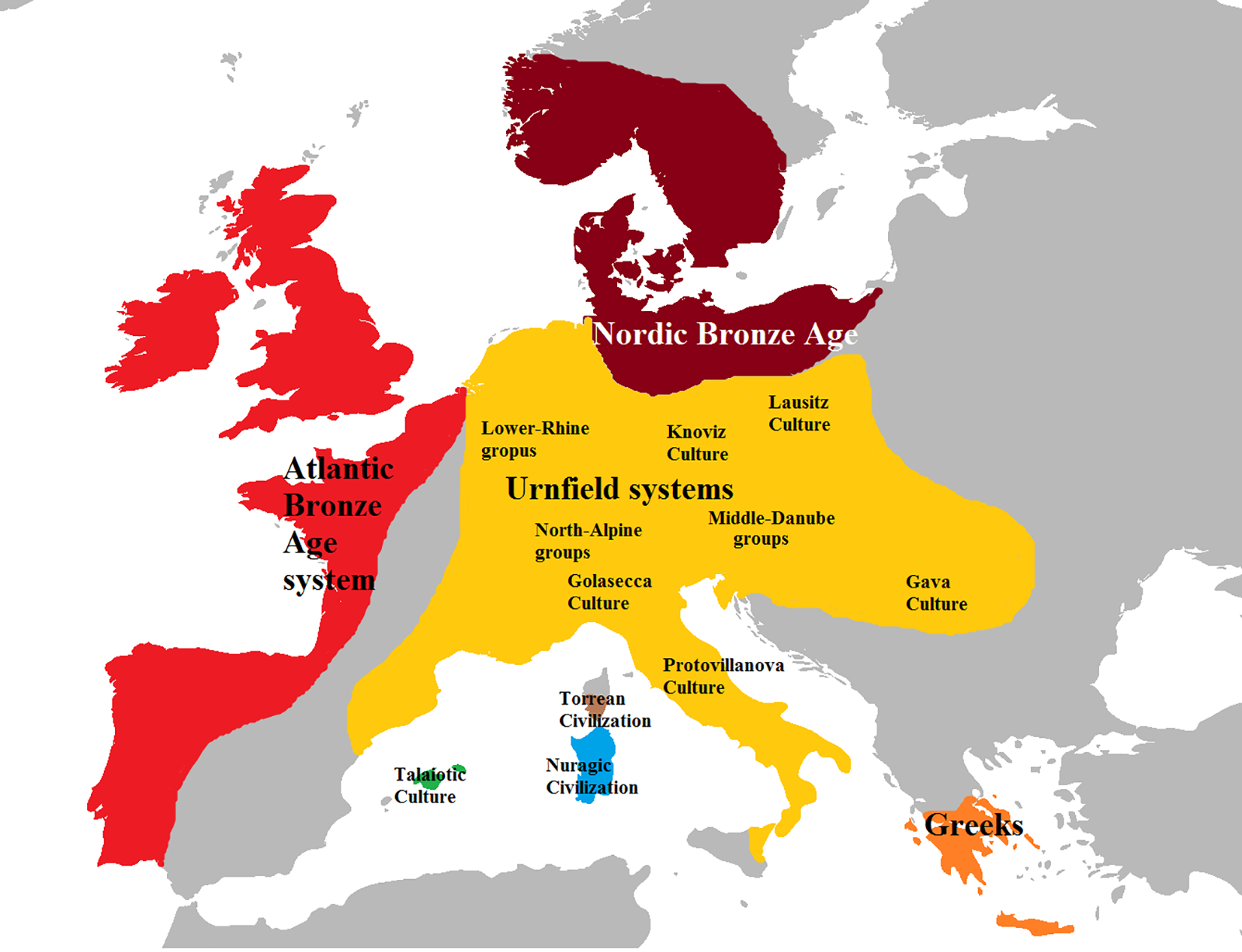
青銅時代晚期的歐洲。

骨灰瓮文化(约前1300年-前750年)是中欧地区晚期青铜时代文化。因其独特的火葬习俗得名——土冢在火化原地筑成，将骨灰和烧熔的随葬品埋入地下，地面平坦，众多骨灰瓮形成集体墓园。遗址有村落和寨堡，出现族长与奴隶的分化。居民为印欧人。哈尔施塔特文化是它的后继者。
語言學證據以及它同後續的哈尔施塔特文化間的連續性顯示，此文明中的人類講一種早期形式的凱爾特語甚至是最初的原始凱爾特語。